# Champ pétrolifère de Bahar
Bahar est un gisement de pétrole et de gaz dans la mer Caspienne, situé à 40 km au sud-est de Bakou, en Azerbaïdjan. Le champ a été découvert en 1968 et a été développé pour la première fois en 1969. Avant 2010, il produisait environ 16,8 millions de tonnes de pétrole et 128,7 milliards de mètres cubes de gaz. Il y avait eu jusqu'à 93 puits en exploitation dans le champ pendant le pic de production; le nombre a diminué à 16.

## Réservoir
On estime que le champ de Bahar détient 2,7 millions de tonnes de pétrole et entre 18,4 et 25 milliards de mètres cubes de réserves de gaz. Il contient des condensats de pétrole et de gaz dans du grès et du siltite sableux de la série Pliocène Productive. Les roches réservoirs ont des porosités de 13 à 18% et des perméabilités de 45 à 250 mD. Les analyses géochimiques des biomarqueurs des champs onshore et offshore indiquent que les gisements de pétrole et de gaz du Pliocène dans le bassin sud-caspien avaient été principalement chargés d'hydrocarbures épigénétiques

## Accord de partage de production
Le 22 décembre 2009, la compagnie pétrolière nationale d'Azerbaïdjan et la société émiratie Bahar Energy Ltd ont signé un accord de partage de production pour l'exploration, la réhabilitation et le développement des champs de Bahar et de Gum Deniz. L'accord, conclu par le président de la SOCAR, Rovnag Abdoullayev et le directeur général de Bahar Energy Ltd, Richard McDougall, devrait durer 25 ans avec possibilité de prolongation de cinq années supplémentaires.
Il s'agissait du 28e accord signé par SOCAR avec un investisseur étranger sur la base du partage de production. Rovnag Abdoullayev a déclaré que SOCAR prévoyait d'augmenter la production globale de gaz de l'Azerbaïdjan à 1 billion de cm.
Selon l'accord, dans les 3 prochaines années, Bahar forera un puits d'exploration.
La première étape du projet comprend le forage de 50 puits. De plus, tous les puits existants seront réhabilités pour la production. On estime que la première étape du projet rapportera près de 2,5 milliards de dollars de revenus à SOCAR. La deuxième étape du projet consiste en l'exploration de la structure Bahar-2 dans le champ Bahar.
Selon l'accord, SOCAR recevra une prime de 2 millions de dollars lorsque le programme du projet sera confirmé, 1 million de dollars pour 100 millions de barils produits, 5 millions de dollars lorsque la production commerciale débutera et 2 millions de dollars après avoir augmenté la capacité de production à 1,5 fois les indicateurs de production de 2008, comme prévu. En 2008, le champ a produit 54 à 55 000 tonnes de pétrole et 195 millions de cm de gaz.
Les prévisions précédentes indiquaient que dans cinq ans, la production de gaz et de condensat dans le champ de Bahar diminuerait respectivement de 15% et 10%, ce qui a conduit à l'idée d'attirer les investissements étrangers pour stabiliser la production. On s'attend à ce que Bahar Energy Ltd investisse près d'un milliard de dollars dans le projet.